# جیسون گدریک
جیسون گدریک (انگلیسی: Jason Gedrick؛ زادهٔ ۷ فوریهٔ ۱۹۶۵) هنرپیشه اهل ایالات متحده آمریکا است.
از فیلم‌ها یا برنامه‌های تلویزیونی که وی در آن نقش داشته‌است می‌توان به عقاب آهنی، عقاب آهنی ۲، کدبانوهای وامانده، بازافروختگی، پرونده سرد، ثروت بادآورده، تجارت پرمخاطره، سرزمین موعود، پشت‌بام‌ها و نیرو اشاره کرد.